# Albert Ireton
Albert Ireton (nacido el 15 de mayo de 1879 en Baldock - fallecido el 4 de enero de 1947 en Stevenage) fue un atleta británico, que compitió en los Juegos Olímpicos de Londres en 1908 en el boxeo y el tira y afloja.
En los Juegos Olímpicos de 1908, Ireton ganó la medalla de oro por el equipo británico en el tira y afloja. La plata y el bronce también fueron para los equipos británicos. Ireton fue a competir como miembro del equipo de London City Police.
En la final de la competición del 18 de julio de 1908, su equipo venció en el tira y afloja al Policía de Liverpool.
El 27 de octubre de 1908, es decir, tres meses después de la final en el tira y afloja y cuatro días antes del final del juego, Ireton compitió también en el boxeo olímpico. Perdió su primera ronda ante su oponente Sydney Evans por KO, poco después del inicio de la lucha en la ronda 1.